# Josh Homme
Joshua "Josh" Michael Homme, född 17 maj 1973 i Joshua Tree, Kalifornien, USA, är en amerikansk musiker. Han är allmänt erkänd som en av grundarna av desert rock-scenen i och runtom Palm Desert och som en nyskapande gitarrist och låtskrivare.
Homme var en av grundarna till stonerrockbandet Kyuss. Sedan 1996 spelar han i Queens of the Stone Age, där han är gitarrist och sångare och den ende medlemmen som varit med från starten. Han producerar även improviserad musik tillsammans med andra musiker under namnet The Desert Sessions. Homme har också spelat gitarr med Screaming Trees och Mark Lanegan, som senare kom att gå med Queens of the Stone Age under en tid. Andra som Homme har förknippats med eller varit medlem i är bland annat Mondo Generator, Eagles of Death Metal, Melissa Auf der Maur och Local H. 
Homme var gift (separerade 2019) och har tre barn tillsammans med The Distillers och Spinnerettes frontkvinna Brody Dalle.
Josh Homme var också aktiv i trion Them Crooked Vultures som gitarrist tillsammans med Dave Grohl (Nirvana, Foo Fighters, Scream) och John Paul Jones från Led Zeppelin. Homme och Jones medverkade tillsammans på Foo Fighters dubbelalbum In Your Honor.
Utanför musiken har Homme haft det stökigt. Bland annat sparkade han en fotograf  i huvudet och gav sig på säkerthetsvakt vid en konsert 2017. Homme bad senare om ursäkt för händelsen. I september .

## Musikprojekt
- Kyuss
- The Desert Sessions
- Eagles of Death Metal
- Mondo Generator
- Mark Lanegan
- Masters of Reality
- Screaming Trees
- Queens of the Stone Age
- Them Crooked Vultures
- Iggy Pop
- Foo Fighters
- PJ Harvey
- U.N.K.L.E.
- Primal Scream
- Melissa Auf der Maur
- Death from Above 1979
- Mastodon
- The Strokes
- Local H
- Biffy Clyro

## Diskografi
| Year | Artist                  | Album                             | Role                                                                                            |
| ---- | ----------------------- | --------------------------------- | ----------------------------------------------------------------------------------------------- |
| 1990 | Kyuss                   | Sons of Kyuss                     | Gitarr                                                                                          |
| 1991 | Kyuss                   | Wretch                            | Gitarr                                                                                          |
| 1992 | Kyuss                   | Blues for the Red Sun             | Gitarr, produktion                                                                              |
| 1994 | Kyuss                   | Welcome to Sky Valley             | Gitarr, produktion                                                                              |
| 1995 | Kyuss                   | ...And the Circus Leaves Town     | Gitarr, produktion                                                                              |
| 1998 | The Desert Sessions     | Volumes 1 & 2                     | Gitarr, basgitarr, sång, keyboard, trummor, produktion                                          |
| 1998 | Queens of the Stone Age | Queens of the Stone Age           | Sång, gitarr, basgitarr, keyboard, piano                                                        |
| 1998 | The Desert Sessions     | Volumes 3 & 4                     | Gitarr, sång, trummor, produktion                                                               |
| 1999 | The Desert Sessions     | Volumes 5 & 6                     | Gitarr, basgitarr, sång, Yamaha, trummor, slagverk                                              |
| 2000 | Queens of the Stone Age | Rated R                           | Sång, gitarr, trummor, produktion                                                               |
| 2000 | Kyuss                   | Muchas Gracias: The Best of Kyuss | Gitarr, produktion                                                                              |
| 2001 | The Desert Sessions     | Volumes 7 & 8                     | Sång, gitarr, basgitarr, stråkar, piano, trummor, slagverk                                      |
| 2002 | Queens of the Stone Age | Songs for the Deaf                | Sång, gitarr, produktion                                                                        |
| 2003 | The Desert Sessions     | Volumes 9 & 10                    | Sång, gitarr, basgitarr, trummor, produktion                                                    |
| 2004 | Eagles of Death Metal   | Peace, Love, Death Metal          | Bas, trummor, produktion                                                                        |
| 2005 | Queens of the Stone Age | Lullabies to Paralyze             | Sång, gitarr, basgitarr, trummor, piano, produktion                                             |
| 2006 | Eagles of Death Metal   | Death by Sexy                     | Trummor, körsång, keyboard, basgitarr, gitarr, produktion                                       |
| 2007 | Queens of the Stone Age | Era Vulgaris                      | Sång, gitarr, bas, trummor, slagverk, piano, orgel, produktion                                  |
| 2008 | Eagles of Death Metal   | Heart On                          | Trummor, basgitarr, gitarr, slagverk, sång, produktion                                          |
| 2009 | Them Crooked Vultures   | Them Crooked Vultures             | Sång, gitarr, orgel, lap steel, produktion                                                      |
| 2013 | Queens of the Stone Age | ...Like Clockwork                 | Sång, gitarr, tolvsträngad gitarr, piano, basgitarr, slagverk, synthesiser, trummor, produktion |
| 2015 | Eagles of Death Metal   | Zipper Down                       | Trummor, gitarr, basgitarr, slagverk, sång, produktion                                          |
| 2016 | Iggy Pop                | Post Pop Depression               | Sång, gitarr, keyboard, produktion                                                              |